# Antonio Dattilo
Antonio Dattilo (Melito di Porto Salvo, 28 giugno 1971) è un ex arbitro di calcio e dirigente sportivo italiano.

## Biografia
Nativo di Melito Porto Salvo, vive a Gioiosa Ionica e appartiene alla sezione di Locri dell'Associazione Italiana Arbitri.
Dal 2002 al 2006 ha arbitrato alcune decine di partite in Serie A (debuttando il 28 aprile 2002 in Venezia-Torino 1-1) ed oltre un centinaio fra Coppa Italia, Serie B e Serie C1.
Dopo aver lasciato la carriera arbitrale, è stato dirigente sportivo dell'U.S. Gioiosa Jonica, squadra di calcio della sua cittadina di origine dove vive e dove ha militato da calciatore prima di intraprendere la carriera arbitrale, ha collaborato con l'emittente televisiva Telemia. Dal febbraio 2011 diviene team manager del Bocale militante in Eccellenza Calabria.
Nell'autunno 2011 divenne direttore sportivo del Roggiano Calcio con il campionato in corso che militava in quello di Promozione Calabrese girone B.. A tutt'oggi risulta ancora D.S. del Roggiano Calcio.
Nella primavera 2011 il suo nome è stato accostato ad una possibile candidatura come Presidente della Provincia di Reggio Calabria, ma Dattilo ha smentito la notizia.
Il 24 marzo 2015 in Cassazione viene assolto in riguardo a Calciopoli, dopo essere stato condannato in primo e in secondo grado per associazione a delinquere per un episodio di frode sportiva (Udinese-Brescia).